# 赫特·麥卡藍
赫特·昆恩·麥卡藍（英語：Holt Quinn McAloney，1963年9月3日—），美國男演員、編劇和製片人。知名於Netflix電視劇《破案神探》（2017年至2019年）中主演FBI特別探員比爾·坦奇（Bill Tench），其他演出作品如電影《越戰創傷》（1989年）、《异形3》（1992年）、《夺金三王》（1999年）和《鬥陣俱樂部》（1999年）。

## 早期生活
赫特·麥卡藍出生於紐約市。母親茱莉·威爾遜（1924年至2015年）是美國歌手和演員，被公認為「歌舞表演女王」。父親麥可·麥卡藍（Michael McAloney）是愛爾蘭演員和製片人，憑藉布蘭登·貝漢的《水晶男孩》而贏得東尼獎。
由於他的父親想為他的兩個兒子接受古典教育，因此，麥卡藍和他的弟弟被送往都柏林的另一個家庭居住，而他的父母則留在紐約市工作。在愛爾蘭，他就讀霍斯國立學校。但在父母離婚後，麥卡藍兄弟搬回了美國。他先在紐澤西州上學，後來被送往與内布拉斯加州奧馬哈的外祖父母住在一起，度過童年，並被克里頓預備學校開除。14歲那年，他離家出走，乘坐灰狗巴士前往洛杉磯圓夢，希望能成為一名演員，但最終卻在一家工廠中拆卡車。最終，他的父母找到了他，並把他送回愛爾蘭基尔代尔郡的一所寄宿學校紐布里奇學院。他的父親四十年前就曾在此就讀。
他很快離開愛爾蘭，並最終被允許返回克里頓預備學校，並於1981年畢業。高中畢業後，他去了法國，繼續他的學業，首先在索邦神學院學習法語，後到（Paris American Academy）巴黎美國學院學習藝術，後來進入和賈克樂寇國際戲劇學校學習戲劇。麥卡藍在牛津大學的一個夏天參加了莎士比亞戲劇，並在愛丁堡國際藝穗節進行《第十二夜》的製作，然後才搬到紐約開始他的職業表演事業。

## 外部連結
- 官方网站（英文）
- 赫特·麥卡藍的Facebook專頁（英文）
- 赫特·麥卡藍的X（前Twitter）（英文）
- 赫特·麥卡藍的Instagram帳戶（英文）
- 赫特·麥卡藍在互联网电影资料库（IMDb）上的資料（英文）
- 互联网外百老汇数据库（IOBDB）上赫特·麥卡藍的資料（英文）